# Калленбах, Герман
Герман Калленбах (англ. Hermann Kallenbach; 1 марта 1871 года, Нове Място, Российская Империя — 25 марта 1945 года) — южноафриканский архитектор, один из самых выдающихся друзей и соратников Махатмы Ганди. Калленбах встретил юного Мохандаса Ганди во время работы в Южной Африке, и после нескольких бесед между ними завязалась многолетняя дружба.

## Ранние годы
Герман Каленбах родился в 1871 году в местечке Нове място (с 1881 года — Александровск, Российская Империя, в настоящее время — Жемайчю-Науместис, Литва). Был третьим из семи детей. Отец — Кальман Лейб Калленбах, еврей по национальности, учитель иврита, позднее лесопромышленник. Мать немка. После школы Герман Калленбах изучал архитектуру в Штутгарте и Мюнхене. В 1896 году отправился в Южную Африку, к братьям своего отца, проживавшим в Йоханнесбурге. Здесь он работал архитектором и получил гражданство Южной Африки. Успешный архитектор, опытный конькобежец, пловец, велосипедист и гимнаст, Калленбах достаточно быстро создал себе состояние. Однако наиболее значимые события в его жизни произошли после встречи с Махатмой Ганди.

## С Ганди в Южной Африке

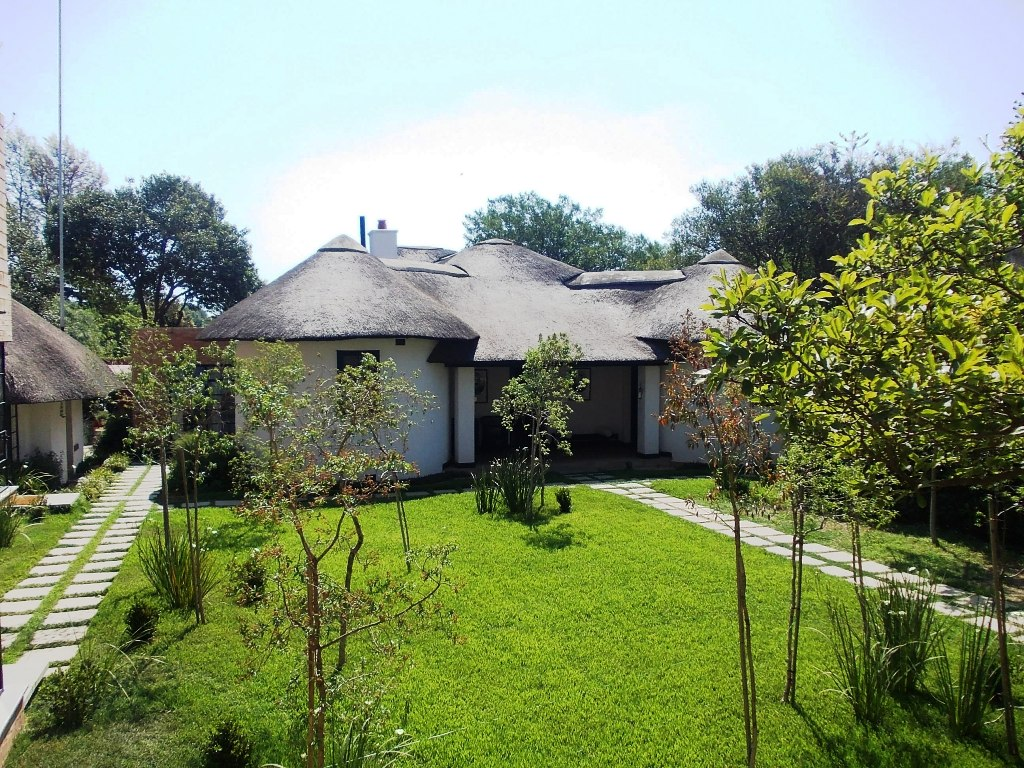
Дом, который Калленбах выстроил для себя и Ганди

В 1904 году Калленбах познакомился с Ганди, который в то время работал в Южной Африке. Они вели длинные дискуссии на религиозные и прочие темы. На Калленбаха произвели сильное впечатление идеи Сатьяграха и равенства между людьми, и он стал близким и преданным другом Ганди. По словам Ганди, они стали «половинками друг друга» и некоторое время жили под одной крышей в доме, впоследствии получившем название Сатьяграха-хаус. Дом спроектировал и построил сам Калленбах.

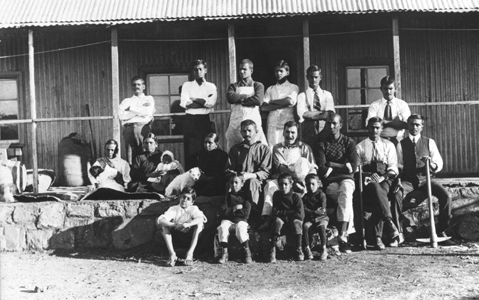
Калленбах (сидит во втором ряду пятый справа) и Ганди (сидит во втором ряду четвёрный справа) и другие участники Толстой-фарм, 1910

В 1910 Калленбах, располагавший значительным богатством, безвозмездно передал Ганди тысячу акров (4 км²) принадлежавших ему земель близ Йоханнесбурга. Эти земли были использованы для создания Толстой-фарм, поселения для семей-сатьяграха. Название хозяйству придумал Калленбах, выбрав его в честь Льва Толстого, под глубоким влиянием творчества и философии которого он находился. Он отказался от жизни богача и любителя спорта в пользу простоты, вегетарианства и равенства. Калленбах оставался с Ганди во время кампании ненасильственного сопротивления, которая продолжалась в Южной Африке до 1914 года.
Калленбах выступал в качестве менеджера Ганди и сопровождал Ганди с женой, когда те навсегда покидали Южную Африку в 1914 году. Ганди и Калленбах привыкли называть друг друга «верхняя палата» и «нижняя палата» соответственно: «нижняя палата» означала того, кто разрабатывал проект бюджета, а «верхняя палата» — того, кто использовал право вето, чтобы бюджет не принимать.

## Сионизм
Калленбах собирался в 1914 году уехать вместе с Ганди в Индию, но с началом Первой мировой войны был интернирован как гражданин враждебного государства, а затем переведён на остров Мэн, где находился в качестве военнопленного с 1915 до 1917 года. После войны он вернулся в Южную Африку, где он возобновил работу в качестве архитектора и продолжал переписку с Ганди. Подъем нацизма и гитлеровской антисемитской пропаганды заставил Калленбаха вспомнить о еврейских корнях. Он стал сионистом и вошёл в исполнительный совет Южноафриканской сионистской федерации, планируя переселиться в Палестину. Он хотел, чтобы новое общество не имело государства, армии или промышленности, чтобы избежать колониализма посредством Сионистских поселений. По просьбе Моше Шарета, Калленбах встретился с Ганди в мае 1937 года, чтобы заручиться его симпатией и поддержкой сионизма. Архитектор снова стал простым человеком, участвующим во всех мероприятиях Ганди. Он разошёлся с Ганди во взглядах на сионизм, а также не был согласен, что в борьбе с Гитлером не следует прибегать к насилию, однако это не разрушило их дружбу, и Калленбах снова побывал в Индии в 1939 году.

## Наследие
Калленбах умер в 1945 году. Он завещал часть своего немалого имущества индийцам Южной Африки, но основной капитал был передан на благо сионизма. Библиотека Калленбаха перешла Еврейскому университету Иерусалима, а его кремированные останки были похоронены в кибуце Дгания в Израиле.